# Kuźnicze Góry
Kuźnicze Góry – boczne, kilkukilometrowe pasmo w Krowiarkach (Sudety Wschodnie) pomiędzy Kątami Bystrzyckimi a Stójkowem. Nazwa pasma pochodzi od złóż darniowej rudy żelaza, wydobywanej od początku XVI w. w Kątach Bystrzyckich po zachodniej stronie pasma oraz prawdopodobnej lokalizacji kuźnic, w których ją przetapiano, istniejących w Strachocinie po wschodniej stronie pasma.
W skład pasma wchodzą następujące kulminacje:
- Kuźnica 578 m n.p.m.
- Pośrednica 569 m n.p.m.
- Kuźnicza Góra 541 m n.p.m.

Na południowym zachodzie Kuźnicze Góry łączą się z Dworską Górą, a przez nią z Chłopkiem i pozostałą częścią Krowiarek. Na północy łączą się z Siedlicą i Dzielcem.
Przez przełęcz pomiędzy Pośrednicą a Kuźnicą przechodzi prawdopodobnie najstarszy trakt łączący Lądek-Zdrój i Stronie Śląskie. Obecnie jest to niepozorna gruntowa droga. W okolicy przełęczy stoi przy drodze stary kamienny monolitowy krzyż z rytem miecza. Krzyż wyciosany jest w gnejsie, ma wysokość 94 cm, rozpiętość ramion 43 cm, a grubość 17–28 cm. Określany jest często jako tzw. krzyż pokutny, co jednak nie ma podstaw w  dowodach ani badaniach, a jest oparte jedynie na nieuprawnionym założeniu, że wszystkie stare kamienne krzyże monolitowe, zwłaszcza te z rytami broni, o których pochodzeniu nie zachowały się żadne informacje,  są krzyżami pokutnymi, chociaż w  rzeczywistości powód fundacji takiego krzyża może być różnoraki, tak jak każdego innego krzyża. Niestety hipoteza ta stała się na tyle popularna, że zaczęła być odbierana jako fakt i pojawiać się w lokalnych opracowaniach, informatorach czy przewodnikach jako faktyczna informacja, bez uprzedzenia, że jest to co najwyżej luźny domysł bez żadnych bezpośrednich dowodów.
Pasmo leży na granicy gmin Lądek-Zdrój (od północy) i Stronie Śląskie (od południa).
Zbudowane z gnejsów należących do metamorfiku Lądka i Śnieżnika. Na wschodnim stoku Kuźniczej Góry, ponad doliną Białej Lądeckiej znajduje się grupa skałek gnejsowych.